# Caroline chérie (film 1968)
Caroline chérie è un film del 1968 diretto da Denys de La Patellière.
Film drammatico e storico, con Vittorio De Sica e France Anglade nel ruolo della protagonista Caroline de Bièvre.

## Trama
Carolina è la figlia del conte di Bièvres, un aristocratico squattrinato che desidera combinare un matrimonio di convenienza alla figlia per migliorare le sorti della famiglia. Durante una campagna nella foresta di Vincennes, quando la presa della Bastiglia era imminente il 14 luglio 1789, incontrò Gaston de Sallanches, di cui si innamorò a prima vista. Poiché è riluttante a sposarsi a causa della sua carriera militare, Carolina deve sposare Georges Berthier, un rivoluzionario poco attraente ma ricco, avvocato e deputato alla Convenzione. Viene presto accusato da Robespierre e Carolina deve fuggire per salvare la vita. Poi concatenarà una serie di incontri amorosi, fino a quando non incontrerà nuovamente Gaston de Sallanches, che è diventato uno degli ufficiali di Bonaparte.

## Produzione
Di coproduzione fra Italia, Francia e Germania Ovest, è ispirato alla figura letteraria di Caroline chérie descritta nel romanzo omonimo di Jacques Laurent ed è un rifacimento dell'omonimo film girato nel 1951 da Richard Pottier.

## Distribuzione
Il film fu distribuito nel 1968 sui diversi mercati cinematografi, parallelamente a quello britannico, ma in date diverse:
- Italia: 18 gennaio
- Francia: 4 febbraio
- Germania Ovest: 22 marzo (Caroline Chérie: Schön wie die Sünde)
- Danimarca: 27 settembre
- Finlandia: 25 ottobre